# 14. inženirski polk (JLA)
Za druge 14. polke glejte 14. polk.
14. inženirski polk je bil inženirski polk v sestavi Jugoslovanske ljudske armade.
Enota je bila nastanjena v Sloveniji pred in med slovensko osamosvojitveno vojno.

## Organizacija
1991
- poveljstvo

- namestitveni vod
- vod za zvezo
- izvidniški vod

- pionirski bataljon
- pionirski bataljon
- cestno-mostovni bataljon
- cestno-mostovni bataljon
- četa za utrjevanje
- četa za maskiranje
- zaledna četa